# Oare House
Oare House est une maison de campagne classée Grade I à Oare, Wiltshire, Angleterre.

## Histoire
La maison est construite en 1740 pour un marchand de vin londonien, Henry Deacon. Elle est largement remodelée au début des années 1920 par l'architecte Clough Williams-Ellis, pour Geoffrey Fry, 1er baronnet, secrétaire particulier de Bonar Law et Stanley Baldwin. Ses jardins, qui comprennent un pavillon d'été également conçu par Williams-Ellis, sont classés Grade II au registre des parcs et jardins historiques. À l'ouest des jardins se dresse le pavillon Oare, achevé en 2003 et seul bâtiment britannique conçu par Ieoh Ming Pei.
En 1965, Oare House est achetée par Alick Downer, le haut-commissaire australien, qui l'utilise pour recevoir des personnalités de haut rang de la société anglaise et australienne.
Il appartient ensuite à Henry Keswick,.